# Березно
Бере́зно (укр. Березне) — город в Ровненском районе Ровненской области Украины. Административный центр Березновской городской общины.

## Географическое положение
Расположен на реке Случь, к северу от областного центра Ровно и неподалёку от Костополя.

## Население
В январе 1989 года численность населения составляла 12 383 человека.
По данным переписи 2001 года украинцы составляли 98,48 % населения города, русские — 1,07 %.

### Языковой состав
Родной язык населения по данным переписи 2001 года:
| Язык       | Численность, чел. | Доля     |
| ---------- | ----------------- | -------- |
| Украинский | 13 288            | 98,84 %  |
| Русский    | 137               | 1,02 %   |
| Другое     | 19                | 0,14 %   |
| Итого      | 13 444            | 100,00 % |

Украинский язык является основным и единственным официальным языком города.
По данным Государственной службы статистики Украины в 2023/24 учебном году все 164 344 учащихся в учреждениях общего среднего образования в Ровненской области обучались в украиноязычных классах.

## История
Первое письменное упоминание о Березно датируется 1584 годом (в этом году ему было предоставлено магдебургское право).
После Люблинской унии 1569 года Березно вошло в состав Речи Посполитой.
До 1700 года имел второе название — Андреевка.
В 1793 году Березно вошло в состав Российской империи и в 1797 году стало волостным центром Ровенского уезда Волынской губернии. В 1880 году являлось торговым центром местного значения, в котором действовал католический костел и регулярно проходили ярмарки.
В январе 1918 года здесь была установлена Советская власть, но в дальнейшем селение оказалось в зоне боевых действий гражданской войны. В ходе советско-польской войны в сентябре 1920 года Березно заняли польские войска и до сентября 1939 года оно находилось в составе Волынского воеводства Польши, в сентябре 1939 года вошло в состав СССР и стало районным центром.
В ходе Великой Отечественной войны с 6 июля 1941 до 10 января 1944 года населенный пункт находился под немецкой оккупацией. Власти Германии создали гетто для еврейского населения, которое 28 августа 1942 года было ликвидировано СД, немецкой жандармерией и украинской полицией. 3680 евреев были расстреляны.
В 1943 году Березно было убежищем для поляков, спасающихся от преследований со стороны УПА. С апреля 1943 года в городе была размещена 2-я рота польского 202-го батальона шуцманншафта, которая отражала постоянные атаки УПА. В результате этих нападений в Березно погибло 96 поляков.
16 апреля 1945 года здесь началось издание районной газеты.
В 1957 году Березно получило статус посёлка городского типа. В 1968 году численность населения составляла 5,4 тыс. человек, в 1970 году здесь действовали маслодельный завод, пищевой комбинат и строился льнозавод.
В 1978 году здесь действовали фарфоровый завод, маслодельный завод, льнозавод, швейная фабрика, лесхоззаг, райсельхозтехника, межколхозная строительная организация, межколхозная льносеменная станция, производство консервов и кормов, комбинат бытового обслуживания, три общеобразовательных школы, музыкальная школа, спортивная школа, ПТУ, лесной техникум, два лечебных учреждения, Дом культуры, два кинотеатра, девять библиотек и краеведческий музей.
В июле 1995 года Кабинет министров Украины утвердил решение о приватизации льнозавода.
21 декабря 2000 года получен статус города районного значения.
В ходе административно-территориальной реформы в Украине, в 2020 году Березновский район был упразднён, а посёлок стал административным центром Березновской городской общины Ровненского района.

## Современное состояние
В городе действуют маслозавод, льнозавод, а в 1999 году была построена также первая и единственная на Украине спичечная фабрика.
В городе есть дендропарк и краеведческий музей.

## Транспорт
Находится в 20 км от ближайшей ж.д. станции Малынск.